# Руф Эфесский
Руф Эфесский (I—II вв. н. э.) — римский врач-анатом, грек по происхождению, живший в период правления императора Траяна (98—117) в Эфесе.
Учился предположительно в Александрии. Руф в своих взглядах был последователем Гиппократа, чьё учение он приспособил под свои собственные взгляды. Он прославился своими точными наблюдениями и своей врачебной практикой.
Руф является автором многочисленных работ по различным медицинским темам, часть которых утеряна. Сохранились рукописи о частях тела, урологии, заболеваниях суставов, учение о пульсе и анамнезы. Наряду с Сораном Эфесским является одним из самых значительных врачей своего времени.
Руф Эфесский дополнил описание глаза слизистой оболочкой и четвертым эпителиальным слоем. Руф был первым, кто описал две камеры глаза, одна из которых наполнена водой и располагается от роговицы до хрусталика, а другая от хрусталика до сетчатки, наполненная прозрачным веществом.